# زقين متفرع
زقين متفرع (الاسم العلمي:Diascia ramosa) هو نوع من النباتات يتبع جنس الزقين من الفصيلة الغدبية.